# Sophia Antipolis

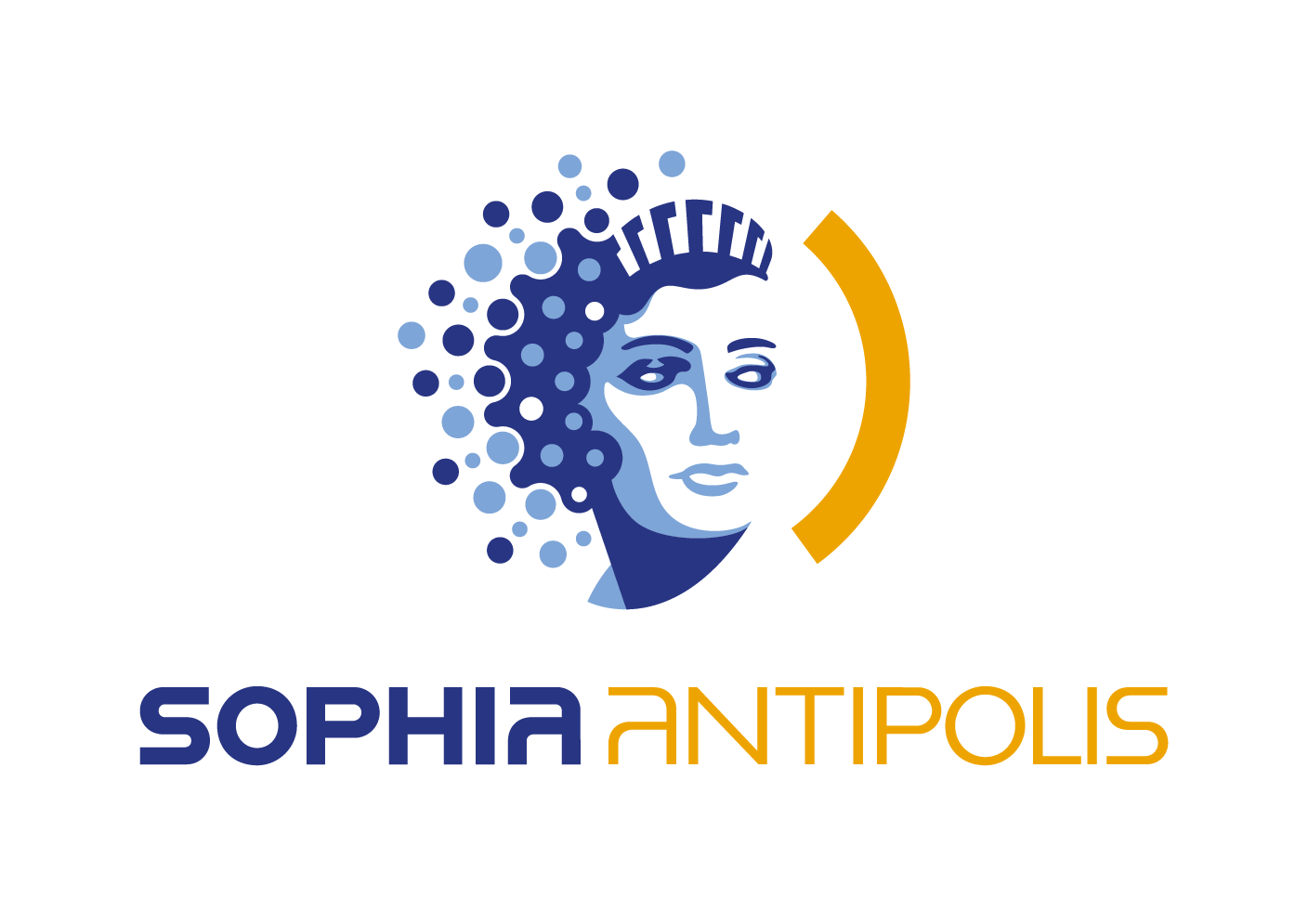
Logo des Technologieparks

Sophia Antipolis ist ein Technologie- und Wissenschaftspark bei Antibes an der Côte d’Azur. Er befindet sich im Zentrum des Gemeindeverbunds von Sophia Antipolis. Der Park wurde 1968 ohne Anbindung an eine industrielle Tradition oder die Nähe zu einer regionalen Universität gegründet. Im Jahr 1970 vom französischen Senator Pierre Laffitte ins Leben gerufen, sind heute auf dem 2300 Hektar großen Areal etwa 36.300 Mitarbeiter in rund 2230 Unternehmen beschäftigt.

## Etymologie
Der erste Teil des Namens leitet sich aus dem griechischen Wort Sophia (Σοφία) ab, das mit „Weisheit“ oder „Wissen“ übersetzt werden kann. 
Die zweite Hälfte leitet sich von der antiken Bezeichnung für Antibes zur Zeit der Besiedlung durch griechische Händler, Antipolis (Αντίπολις), ab, was wörtlich übersetzt „Gegenstadt“ bedeutet und sich auf die Lage gegenüber Nizza bezieht.

## Bedeutende Unternehmen

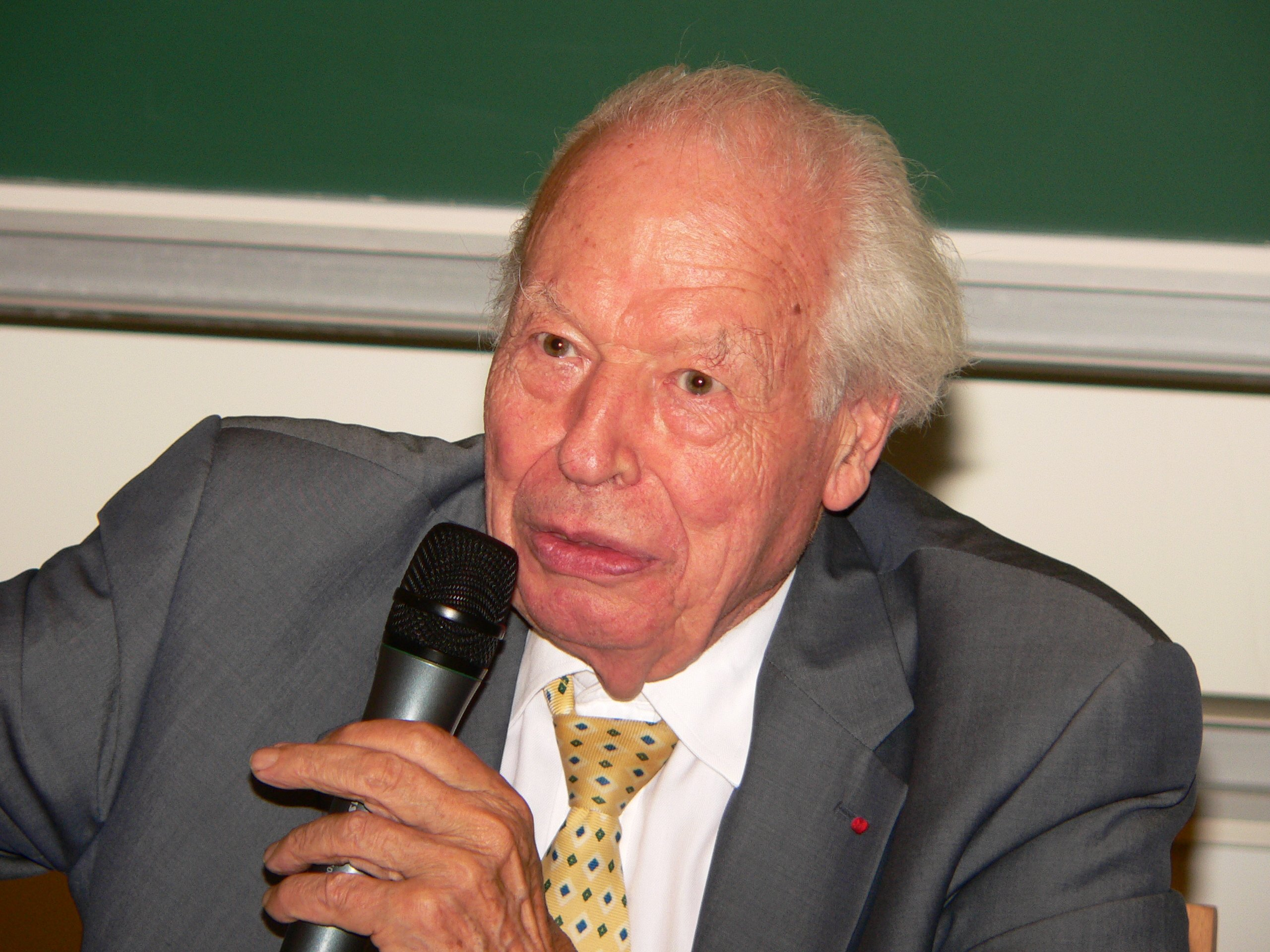
Pierre Laffitte (2006), Gründer von Sophia Antipolis

In Frankreich sieht man heute in Sophia Antipolis gerne die französische Version des Silicon Valley, da sich in der Region eine Vielzahl von Spitzentechnologie-Unternehmen angesiedelt haben, vor allem aus den Gebieten Telekommunikation, Informationstechnik, Medizin und Biotechnologie. Darunter sind unter anderem:
- Accenture
- Air France
- Amadeus
- ARM
- Cadence Design Systems
- Fortinet
- France Télécom
- Gemalto
- Hewlett-Packard
- Hitachi
- Honeywell International
- Infineon
- Intel
- NXP Semiconductors
- Orange
- SAP

## Bildungs- und Forschungseinrichtungen
- École polytechnique d’ingénieur d’Université Côte d’Azur
- European Telecommunications Standards Institute (ETSI)
- European Research Consortium for Informatics and Mathematics (ERCIM), die Europazentrale des World Wide Web Consortium (W3C)
- École nationale supérieure des Mines de Paris (einzelne Forschungseinrichtungen)
- Institut national de la recherche agronomique (INRA)
- Centre national de la recherche scientifique (CNRS)
- Institut national de recherche en informatique et en automatique (INRIA)
- Polytechnikum der Universität Côte d’Azur (ehemals Universität Nizza Sophia-Antipolis)
- Conservatoire National des Arts et Métiers (CNAM)
- SKEMA Business School
- Institut Eurécom
- European Society of Cardiology